# Середній (рукав)
45°22′46″ пн. ш. 29°36′24″ сх. д. / 45.379444444444° пн. ш. 29.606666666667° сх. д.
Середній — рукав на півдні України в Одеській області.

## Географія
Рукав Середній розташований на південному заході України, на відстані 600 км на південь від Києва. Він розташований на острові Анкудінов.

## Клімат
Клімат помірний. Середня температура 11 °C. Найтепліший місяць — липень (22 °C), найхолодніший — січень (-2 °C). Середня кількість опадів становить 697 міліметрів на рік. Найвологіший місяць – січень, випало 110 міліметрів опадів, а найсухіший – березень, де випало 21 міліметр.